# Steve Atwater
Stephen Dennis Atwater, detto Smiling Assassin (Chicago, 28 ottobre 1966), è un ex giocatore di football americano statunitense che ha giocato nel ruolo di safety nella National Football League (NFL). Fu scelto nel corso del primo giro (20º assoluto) Draft NFL 1989 dai Denver Broncos. Al college ha giocato a football all'Università dell'Arkansas. Nel 2020 fu inserito nella Pro Football Hall of Fame

## Carriera professionistica
Atwater fu scelto nel corso del primo giro del Draft 1989 dai Denver Broncos. Nella sua stagione da rookie guidò la squadra con 129 tackle, giungendo secondo nel premio di rookie dell'anno dietro Derrick Thomas dei Kansas City Chiefs. Con il contributo di Atwater si ripresero dalla stagione precedente terminata con un record di 8-8 e raggiunsero il Super Bowl.
Nella sua seconda stagione, Atwater fu convocato per il primo di sette Pro Bowl consecutivi (1990–96) (un record di franchigia condiviso). In carriera fu convocato complessivamente per otto Pro Bowl, secondo nella storia dei Broncos. All'inizio della carriera, Atwater fece coppia ai con la safety Dennis Smith, formando una delle migliori coppie di safety della loro epoca. Entrambi vennero in seguito indotti nel Broncos Ring of Fame. In 10 anni a Denver, Atwater partì come titolare in 155 gare, settimo della storia della squadra. Inoltre partì come titolare in 14 gare di playoff.
Nel Super Bowl XXXII, Steve giocò una delle migliori gare per una safety nella storia del Super Bowl e una delle migliori gare della sua carriera. In quella gara fece registrare 6 tackle solitari, un sack, due passaggi deviati e un fumble forzato. La sua presenza nei pressi della linea di scrimmage bloccò il gioco sulle corse dei Green Bay Packers. Il sack e il fumble forzato portarono tre punti fondamentali alla sua squadra, mentre l'attacco della stessa era bloccato a causa dell'assenza della sua stella Terrell Davis. Nel finale di partita, con le squadre alla pari sul risultato di 24-24 e su una situazione di terzo down&8, Atwater deviò un passaggio fondamentale, costringendo i Packers a calciare un punt. Successivamente, nell'azione offensiva finale di Green Bay, il violento colpo di Atwater (che mandò quasi al tappeto due giocatori, uno per squadra) con meno di un minuto rimanente, lasciò i Packers su una situazione di quarto down&6, senza time out rimanenti. Molti ritennero che Atwater avrebbe dovuto essere nominato MVP della gara e l'articolo successivo di The Sporting News recò una foto di Atwater facendo notare il suo impatto nella partita.
Il Super Bowl XXXII fu l'ultima granda gare Atwater e il 1997 la sua ultima grande stagione. Nel 1998 fu fatto giocare solo nelle situazioni di primo e secondo down, venendo sostituito in quelle di terzo. Tuttavia, probabilmente a causa della sua prestazione nel Super Bowl dell'anno precedente, fu convocato come titolare per il suo ottavo e ultimo Pro Bowl. Denver vinse il secondo consecutivo e il Super Bowl XXXIII fu la sua ultima gara coi Broncos. Dopo una stagione coi New York Jets nel 1999 si ritirò.

## Palmarès

### Franchigia
- Super Bowl : 2 Vincitore del Super Bowl (XXXII, XXXIII)

### Individuale
- (8) Pro Bowl (1990, 1991, 1992, 1993, 1994, 1995, 1996, 1998)
- (2) First-team All-Pro (1991, 1992)
- (1) Second-team All-Pro (1996)
- PFWA All-Rookie Team - 1989
- Formazione ideale della NFL degli anni 1990
- Pro Football Hall of Fame (classe del 2020)
- Formazione ideale del 50º anniversario dei Denver Broncos